# Punta Torres
Punta Torres (en portugués: ponta Torres) es un cabo de Mozambique. Es el punto más austral de la isla de la Inhaca. Se encuentra frente al cabo de Santa María, extremo de la península de Machangulo y separado de esta, por el canal de Santa María, también llamado Devil’s gate.

## Reserva natural
La zona del cabo está protegida por la Reserva de Ponta Torres administrada por la Estación de Biología Marina de Inhaca.
En sus proximidades, existen numerosos arrecifes de coral, que también se encuentran protegidos. Destaca entre ellos, por su tamaño, el arrecife de Barreira Vermelha. Se ha observado la presencia del dugong dugon, una especie amenazada, que se alimenta del halodule, hierba marina que crece de manera abundante en la zona.
Dentro de las zonas protegidas se encuentran las llanuras de marea, al oeste del cabo, que abarcan una superficie de 300 ha.
Las dunas y playas del cabo, están sometidas a fuertes procesos de erosión. Por ese motivo, se instrumentaron medidas para mejorar la cobertura vegetal de las dunas, a fin de protegerlas de la acción del viento, de las tormentas y brindar, al mismo tiempo, refugio a pájaros y tortugas marinas.
La pesca no está permitida en punta Torres.

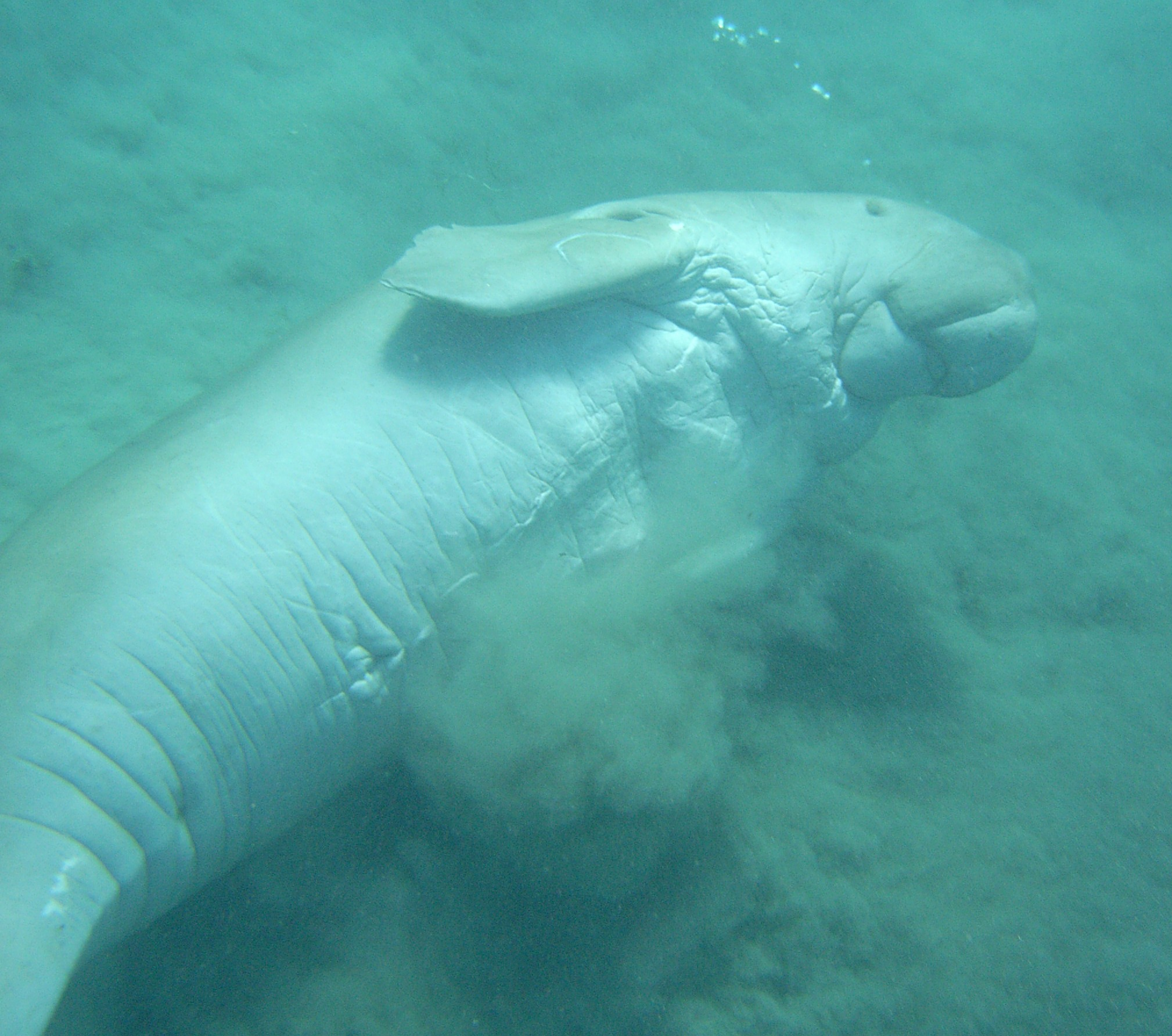
Ejemplares de dugong dugon, como el de la imagen, recorren la zona de punta Torres buscando alimento.